# Xã Springfield, Quận Clark, Ohio
Xã Springfield (tiếng Anh: Springfield Township) là một xã thuộc quận Clark, tiểu bang Ohio, Hoa Kỳ. Năm 2010, dân số của xã này là 12.237 người.